# Шваб, Кори
Кори Шваб (англ. Corey Schwab; 4 ноября 1970, Норт Баттлфорд, Канада) — канадский хоккейный тренер, в прошлом профессиональный хоккеист, вратарь. Обладатель Кубка Стэнли 2003 года в составе «Нью-Джерси Девилз».

## Игровая карьера
Перед началом сезона 2001/02 Шваб был на просмотре в тренировочном лагере «Торонто Мейпл Лифс», где показал хорошие результаты. По итогам лагеря, 1 октября, Шваб подписал годичный контракт с «Торонто» на один год. В «Мейпл Лифс» он стал вторым вратарем команды после Кёртиса Джозефа и провёл 30 игр, выходя с первых минут. За сезон Шваб одержал 12 побед, что стало его лучшим результатом в НХЛ.
8 июля 2002 года Шваб вернулся в «Нью-Джерси» в статусе свободного агента. С «Девилз» он выиграл кубок Стэнли, проведя два матча в плей-офф.